# Marcus Becker
Marcus Becker (n. 11 septembrie 1981, Merseburg, Republica Democrată Germană, Germania) este un canoist german, medaliat olimpic. A participat la o ediție a Jocurilor Olimpice (2004) în care a câștigat o medalie de argint.

## Participări
Lista de mai jos prezintă principalele competiții la care a participat Marcus Becker de-a lungul carierei.
- canoeing at the 2004 Summer Olympics – men's slalom C-2[*]